# Роуз, Малик
Малик Джабари Роуз (англ. Malik Jabari Rose; родился 23 ноября 1974, в Филадельфии, штат Пенсильвания) — американский баскетболист, двукратный чемпион НБА (1999 и 2003) в составе «Сан-Антонио Спёрс». В настоящее время работает комментатором на матчах «Филадельфия Севенти Сиксерс».

## Карьера

### Школа и колледж
Роуз окончил школу Овербрук (Филадельфия, штат Пенсильвания). Школа известна тем, что в ней учился Уилт Чемберлен. В университете Дрексель он выступал за местную баскетбольную команду «Дрексель Дрэгонз», с которой получил несколько наград All-American, а также выиграл турнир NCAA. В колледже за четыре сезона в среднем за матч набирал 16 очков и совершал 12 подборов. В 2011 году команда сезона 1995-96, в которой выступал Роуз, была принята в Зал Славы Дрекселя.

### НБА
Роуз выставил свою кандидатуру на драфт 1996 года, где во втором раунде под общим 44-м номером был выбран командой «Шарлотт Хорнетс». Роуз стал всего лишь вторым баскетболистом Дрекселя, который принял участие в драфтах НБА, первым был Майкл Андерсон. В 1997 году игрок был продан в «Сан-Антонио Спёрс» и достаточно быстро стал одним из самых популярных баскетболистов команды, отличаясь энергетикой, активной игрой, даже несмотря на небольшой для форварда рост. В составе «шпор» Роуз дважды (в 1999 и 2003 годах) становился чемпионом НБА. 24 февраля 2005 года к большому сожалению фанатов «шпор» Роуз был продан вместе с двумя пиками первого раунда команде «Нью-Йорк Никс» в обмен на Назра Мохаммеда и Джемисона Брюэра. Одной из лучших игр за «Никс» стал матч 18 апреля 2007 года против «Шарлотт», в которой игрок набрал 10 очков, совершил 15 подборов и отдал 9 результативных передач, а его команда победила со счётом 94–93, остановившись всего в одном шаге от трипл-дабла. На протяжении следующих сезонов Роузу доставалось всё меньше игрового времени, а 19 февраля 2009 года он был обменян в «Оклахому» на Криса Уилкокса.
Одной из самых запоминающихся игр в карьере Роуза стал матч первого раунда плей-офф 2002 года против «Сиэтл Суперсоникс». После того, как звёздные «большие» Сан-Антонио, Тим Данкан и Дэвид Робинсон не смогли принять участие в матче, Роуз переместился на позицию центрового, играя на месте Данкана. Проигрывая по ходу с разницей в 26 очков «шпоры» предприняли отчаянную попытку спасти матч и проиграли всего 12 очков. Роуз набрал 28 очков, совершил 13 подборов, однако не помог в данном матче. Более важным был тот факт, что в итоге отдохнувшие «большие» команды всё-таки смогли спасти серию и она вышла в следующий раунд.

### Дальнейшая карьера
22 декабря 2009 года «Оклахома-Сити Тандер» отказались от прав на игрока.
В сезоне 2009-10 Роуз начал заниматься предматчевыми прогнозами на специализированном канале Madison Square Garden Network в своей бывшей команде «Нью-Йорк Никс». Также стал приглашаться как аналитик на матчи Лиги развития НБА, где комментировал «Остин Торос», и впервые попробовал себя на национальном телевидении.
20 декабря 2011 года Роуз стал телевизионным комментатором на матчах команды «Филадельфия Севенти Сиксерс».

## Статистика

### Статистика в НБА
| Сезон                                                                                    | Команда       | Регулярный сезон | Регулярный сезон | Регулярный сезон | Регулярный сезон | Регулярный сезон | Регулярный сезон | Регулярный сезон | Регулярный сезон | Регулярный сезон | Регулярный сезон | Регулярный сезон | Серия плей-офф | Серия плей-офф | Серия плей-офф | Серия плей-офф | Серия плей-офф | Серия плей-офф | Серия плей-офф | Серия плей-офф | Серия плей-офф | Серия плей-офф | Серия плей-офф |
| Сезон                                                                                    | Команда       | GP               | GS               | MPG              | FG%              | 3P%              | FT%              | RPG              | APG              | SPG              | BPG              | PPG              | GP             | GS             | MPG            | FG%            | 3P%            | FT%            | RPG            | APG            | SPG            | BPG            | PPG            |
| ---------------------------------------------------------------------------------------- | ------------- | ---------------- | ---------------- | ---------------- | ---------------- | ---------------- | ---------------- | ---------------- | ---------------- | ---------------- | ---------------- | ---------------- | -------------- | -------------- | -------------- | -------------- | -------------- | -------------- | -------------- | -------------- | -------------- | -------------- | -------------- |
| 1996/97                                                                                  | Шарлотт       | 54               | 1                | 9,7              | 47,7             | 0,0              | 61,3             | 3,0              | 0,6              | 0,5              | 0,3              | 3,0              | 2              | 0              | 6,0            | 50,0           | -              | -              | 2,5            | 0,5            | 0,0            | 0,0            | 2,0            |
| 1997/98                                                                                  | Сан-Антонио   | 53               | 0                | 8,1              | 43,4             | 33,3             | 63,9             | 1,7              | 0,4              | 0,4              | 0,1              | 3,0              | 5              | 0              | 3,6            | 66,7           | -              | 50,0           | 1,4            | 0,2            | 0,2            | 0,0            | 2,0            |
| 1998/99                                                                                  | Сан-Антонио   | 47               | 0                | 12,9             | 46,3             | 0,0              | 67,1             | 3,9              | 0,6              | 0,9              | 0,5              | 6,0              | 17             | 0              | 11,4           | 36,8           | -              | 69,2           | 2,3            | 0,2            | 0,4            | 0,2            | 2,7            |
| 1999/00                                                                                  | Сан-Антонио   | 74               | 3                | 18,1             | 45,7             | 33,3             | 72,2             | 4,5              | 0,6              | 0,5              | 0,7              | 6,7              | 4              | 0              | 20,8           | 44,4           | -              | 55,6           | 4,8            | 0,3            | 0,5            | 0,8            | 5,3            |
| 2000/01                                                                                  | Сан-Антонио   | 57               | 9                | 21,4             | 43,5             | 17,6             | 71,3             | 5,4              | 0,8              | 1,0              | 0,7              | 7,7              | 13             | 0              | 16,5           | 41,8           | 33,3           | 85,0           | 3,8            | 0,3            | 0,2            | 0,1            | 4,9            |
| 2001/02                                                                                  | Сан-Антонио   | 82               | 1                | 21,0             | 46,3             | 8,3              | 72,0             | 6,0              | 0,7              | 0,9              | 0,5              | 9,4              | 10             | 3              | 29,2           | 47,9           | 0,0            | 74,0           | 7,9            | 1,4            | 1,0            | 0,5            | 12,9           |
| 2002/03                                                                                  | Сан-Антонио   | 79               | 13               | 24,5             | 45,9             | 40,0             | 79,1             | 6,4              | 1,6              | 0,7              | 0,5              | 10,4             | 24             | 0              | 23,3           | 41,9           | 0,0            | 76,6           | 5,8            | 1,0            | 0,7            | 0,5            | 9,3            |
| 2003/04                                                                                  | Сан-Антонио   | 67               | 13               | 18,8             | 42,8             | 0,0              | 81,3             | 4,8              | 1,0              | 0,5              | 0,4              | 7,9              | 7              | 0              | 8,3            | 25,0           | 0,0            | 50,0           | 2,4            | 0,9            | 0,6            | 0,3            | 1,4            |
| 2004/05                                                                                  | Сан-Антонио   | 50               | 1                | 17,2             | 46,4             | 0,0              | 69,7             | 4,5              | 0,8              | 0,6              | 0,2              | 6,3              | Не участвовал  | Не участвовал  | Не участвовал  | Не участвовал  | Не участвовал  | Не участвовал  | Не участвовал  | Не участвовал  | Не участвовал  | Не участвовал  | Не участвовал  |
| 2004/05                                                                                  | Нью-Йорк      | 26               | 4                | 23,6             | 42,5             | 16,7             | 78,2             | 4,4              | 0,7              | 0,6              | 0,3              | 8,3              | Не участвовал  | Не участвовал  | Не участвовал  | Не участвовал  | Не участвовал  | Не участвовал  | Не участвовал  | Не участвовал  | Не участвовал  | Не участвовал  | Не участвовал  |
| 2005/06                                                                                  | Нью-Йорк      | 72               | 35               | 15,5             | 37,4             | 100,0            | 78,1             | 3,6              | 0,9              | 0,6              | 0,2              | 4,4              | Не участвовал  | Не участвовал  | Не участвовал  | Не участвовал  | Не участвовал  | Не участвовал  | Не участвовал  | Не участвовал  | Не участвовал  | Не участвовал  | Не участвовал  |
| 2006/07                                                                                  | Нью-Йорк      | 65               | 2                | 12,5             | 39,8             | 25,0             | 80,8             | 2,7              | 1,0              | 0,4              | 0,1              | 3,0              | Не участвовал  | Не участвовал  | Не участвовал  | Не участвовал  | Не участвовал  | Не участвовал  | Не участвовал  | Не участвовал  | Не участвовал  | Не участвовал  | Не участвовал  |
| 2007/08                                                                                  | Нью-Йорк      | 49               | 3                | 10,1             | 36,7             | 28,6             | 72,5             | 2,1              | 0,6              | 0,3              | 0,1              | 3,5              | Не участвовал  | Не участвовал  | Не участвовал  | Не участвовал  | Не участвовал  | Не участвовал  | Не участвовал  | Не участвовал  | Не участвовал  | Не участвовал  | Не участвовал  |
| 2008/09                                                                                  | Нью-Йорк      | 18               | 0                | 8,9              | 26,8             | 0,0              | 72,7             | 1,7              | 0,6              | 0,1              | 0,1              | 1,7              | Не участвовал  | Не участвовал  | Не участвовал  | Не участвовал  | Не участвовал  | Не участвовал  | Не участвовал  | Не участвовал  | Не участвовал  | Не участвовал  | Не участвовал  |
| 2008/09                                                                                  | Оклахома-Сити | 20               | 0                | 15,5             | 37,8             | 0,0              | 80,0             | 3,3              | 1,3              | 0,5              | 0,1              | 5,0              | Не участвовал  | Не участвовал  | Не участвовал  | Не участвовал  | Не участвовал  | Не участвовал  | Не участвовал  | Не участвовал  | Не участвовал  | Не участвовал  | Не участвовал  |
|                                                                                          | Всего         | 813              | 85               | 16,5             | 43,7             | 17,7             | 74,3             | 4,1              | 0,8              | 0,6              | 0,4              | 6,2              | 82             | 3              | 17,5           | 42,7           | 11,1           | 73,9           | 4,3            | 0,7            | 0,5            | 0,3            | 6,2            |
| Наведите курсор мыши на аббревиатуры в заголовке таблицы, чтобы прочесть их расшифровку. |               |                  |                  |                  |                  |                  |                  |                  |                  |                  |                  |                  |                |                |                |                |                |                |                |                |                |                |                |